# یواس‌اس ایندیانا (بی‌بی-۵۸)
یواس‌ان‌اس مرسی (تی-ای‌اچ-۱۹) (به انگلیسی: USNS Mercy (T-AH-19)) یک کشتی است که طول آن 894 feet (272.49 meters) می‌باشد. این کشتی در سال ۱۹۷۵ ساخته شد.